# Epiplatys spilargyreius
Epiplatys spilargyreius es una especie de pez de la familia de los aplocheílidos en el orden de los ciprinodontiformes.

## Morfología
Los machos pueden alcanzar los 5 cm de longitud total.

## Distribución geográfica
Se encuentran en África: Senegal, Guinea Bissau, Guinea, Malí, Burkina Faso, Costa de Marfil, Ghana, Benín, Nigeria, Chad, Camerún, República Centroafricana, República Democrática del Congo y Sudán.